# Francisc Șirato
Francisc Șirato (Craiova, 15 agosto 1877 – Bucarest, 4 agosto 1953) è stato un pittore, disegnatore e grafico rumeno, una delle personalità artistiche di spicco del paese della seconda metà del XX secolo.

## Biografia e istruzione
Nasce in una famiglia di piccoli artigiani originaria del Banat. Comincia a disegnare da studente poster e illustrazioni sui giornali. Si iscrive all'Istituto Grafico di Craiova, dove impara la tecnica della litografia.
Realizza l'illustrazione del romanzo "Come amiamo" di Traian Demetrescu.
Nel 1898 parte per la Germania, nella città di Düsseldorf. Non avendo i mezzi per seguire l'Accademia d'Arte, lavora in un atelier di litografia.
Nel anno dopo ritorna in Romania e nel 1900 si iscrive ai corsi della Scuola Nazionale delle Belle Arti di Bucarest. Collabora con le riviste "Paravanul", "Furnica", "Cronica".

## Mostre
Espone per la prima volta al Salone Ufficiale nel 1907, dove i suoi disegni, pur non essendo molto conosciuti, non passano inosservati.
Tra 1907 e 1914 espone con l'associazione "La gioventù artistica" di qui fa parte. Comincia a sperimentare le composizioni - cerca di ottenere con la quantità di materiale e i contrasti di colore, quella luce capace di esprimere il movimento di una scena, e la divisione delle tonalità caratteristica del neoimpressionismo.
Nella ricerca dei mezzi più consoni all'esprimere dei contenuti della sua arte, trae ispirazione da Paul Cézanne e dal folclore rumeno.
Nel 1921 espone una sua personale, con disegni sui drammi provocati dalla guerra. Nel 1920 aderisce al gruppo "L'Arte rumena" con il quale espone fino al 1924. Nel anno seguente forma il "Gruppo dei 4", assieme a Nicolae Tonitza, Stefan Dimitrescu e lo scultore Oscar Han, accomunati da una concezione comune dell'arte e una forte amicizia.
L'anno 1917 lo vede lavorando come custode del Museo Nazionale d'Arte Popolare.
"Șirato - scrive Tonitza sul giornale "Avântul" del 1921 - vibra profondamente davanti alla realtà, perché il suo occhio sottile non si ferma solo all'apparenza fisica delle persone e delle cose, ma passa oltre, entrando nella loro profondità spirituale e ridando così il loro senso torbido e profondo".
Viene insignito con la medaglia d'oro alla Mostra di arte rumena di Bruxelles - 1935; medaglia d'oro alla Mostra Internazionale di Parigi - 1937; medaglia di bronzo alla Mostra Internazionale di New York - 1939; il Premio di Stato- 1946.
La sua ultima mostra personale  del 1947 ha un grande successo. Șirato è stato anche pubblicista, ha scritto articoli e cronache d'arte nella rivista "Sburătorul" dello scrittore e critico Eugen Lovinescu e "Cugetul român", ha scritto una monografia sul pittore Nicolae Grigorescu nel 1938.
Dopo la sua scomparsa, nel 1956 si organizza a Bucarest, nel parco Herăstrău, un'ampia retrospettiva.